# 阿尔贝特·普罗伊斯
阿尔贝特·普罗伊斯（德語：Albert Preuß，1864年1月29日—？），德国男子射击运动员。他曾代表德国参加1912年夏季奥林匹克运动会射击比赛，获得男子团体多向飞碟铜牌。